# Tweetaligheid (bestuur)
Een openbaar bestuur heet tweetalig als het twee officiële talen erkent: het bedient zich intern en/of in communicatie met burgers van beide, of heeft vastgelegd dat burgers het recht hebben zich in beide tot het betreffende bestuur te wenden. Deze term kan opgevat worden als een gelijkwaardig gebruik van twee talen, maar dat is in de praktijk zelden het geval. 

## België
Bij officieel tweetalige gebieden, zoals het Brussels Hoofdstedelijk Gewest, kunnen de inwoners zich in het Frans en het Nederlands tot de overheid richten. Er staat ter discussie of de ambtenaren tweetalig moeten zijn, dan wel of de diensten tweetalig moeten zijn en een geschikte ambtenaar voorhanden moeten hebben. De praktijk is weerbarstig: de medewerkers van het Brussels gerechtshof zouden bijvoorbeeld tweetalig moeten zijn, maar er zijn onvoldoende tweetaligen aangesteld om dat ook waar te maken.
In de Belgische faciliteitengemeenten ligt het iets genuanceerder. De gemeente behoort tot een (eentalig) gewest, de bestuurstaal (verslagen van de gemeenteraad bijvoorbeeld) is daarom eentalig. In een faciliteitengemeente in Vlaanderen mag tijdens de gemeenteraad door de publieke vertegenwoordigers dus enkel Nederlands gesproken worden, ook al is het gemeenteraadslid in kwestie Franstalig. Anderzijds hebben burgers die behoren tot de erkende taalminderheid wél het recht om persoonlijk in hun taal met de gemeente te communiceren.
Ook in Wallonië liggen een aantal faciliteitengemeenten, waarvoor formeel eveneens een dergelijke regelgeving geldt. In de praktijk komt daarvan echter, anders dan in Vlaanderen, weinig terecht. In het geval van enkele Brusselse randgemeenten in Vlaanderen is de burgerbevolking door migratie vanuit Brussel zodanig verfranst dat zij de gemeente in feite politiek domineert en de gemeenteraadsvergaderingen zich, tegen de wet in, in het Frans afspelen.

## Friesland
In de Nederlandse provincie Friesland zijn Fries en Nederlands met de aanname van de provinciale nota Fan geunst nei rjocht in 1985 principieel gelijkwaardige bestuurstalen. Principieel wil echter niet zeggen juridisch gelijkgesteld en in de praktijk maakt de schriftelijke Friestalige communicatie en correspondentie slechts een zeer klein deel uit van de totale verslaglegging en correspondentie van en binnen de overheidsorganen. In deze beperkende zin bedienen de provinciale overheid en de meeste Friese gemeenten zich van beide talen waarbij niet gekozen wordt voor dubbeltaligheid maar voor de ene dan wel de andere taal, die daarmee een bindende betekenis krijgt. De communicatiepartner kan zijn voorkeur aangeven in de mondelinge communicatie, bijvoorbeeld door het initiatief in die taal te nemen. Wanneer een burger in het Fries begint zal de ambtenaar, als hij daartoe in staat is, hem in die taal antwoorden. Tijdens openbare zittingen van democratische organen (gemeenteraden en Provinciale Staten) heeft iedere aanwezige het recht zich naar eigen keuze van Fries of Nederlands te bedienen en het in het Fries gesprokene zal als regel ook in de verslagen schriftelijk in die taal vastgelegd worden. De raadsleden in de eilandgemeenten en de twee gemeenten in de Stellingwerven maken daarvan zelden of geen gebruik. 
Niet volgens de wet maar in de praktijk wordt toegegeven aan principieel Nederlandstaligen die het Nederlands als communicatiemiddel, met name in een schriftelijke vertaling, eisen. 
Naar de Wet houdende enige regelen betreffende het gebruik van de Friese taal van 1967 heeft iedereen ook het recht zich in de rechtbank naar eigen keuze van het Fries of Nederlands te bedienen. Weinigen maken daarvan gebruik, mede omdat de in Friesland in de regel Nederlandstalige advocatuur en magistratuur zulks niet bevordert en soms zelfs ontraadt. Evenmin bevorderde de recente overplaatsing van juridische diensten vanuit Leeuwarden naar Groningen en Arnhem de gebruikmaking van dit recht. 
Naar de wijziging Besluit burgerlijke stand van 1994 worden alle akten van de burgerlijke stand in de provincie Friesland dubbeltalig opgemaakt.
In de naamgeving van het provinciale bestuursorgaan is de tweetaligheid losgelaten en in 1997 gekozen voor één naam: Fryslân met als dubbeltalige toevoeging: provinsje én provincie.
Tot ca. 1980 waren enkele tientallen lagere scholen tweetalig in die zin dat met name in de lagere klassen Fries als noodzakelijk geacht communicatiemiddel werd gebruikt. Een aantal onderwijzers was persoonlijk "Friesgezind' en bracht de kinderen in hun klassen Fries lezen en schrijven bij. Na 1980 werden basisscholen wettelijk verplicht om het schoolvak Fries in het curriculum op te nemen, tenzij er geen noemenswaardige aantallen Friestalige kinderen waren, zoals in de randgebieden en op de eilanden. De inhoud van dat vak werd verregaand vrijgelaten en niet tot les in de Friese taal bepaald, waarmee de kwalificatie 'tweetaligheid' ter discussie is gesteld. Het vrijblijvende karakter heeft ertoe geleid dat de onderwijsinspectie geen duidelijke termen voor toetsing en controle hanteert. Verzoeken van de provincie om deze inspectie te mogen uitvoeren zijn tot dusver in Den Haag afgewezen. Overigens kunnen scholen vrijstelling van de verplichting aanvragen en aan een op de vijf wordt deze verleend. Dat is het geval in de steden, op de eilanden en in Oost en West-Stellingwerf.

## Bonaire, Sint Eustatius en Saba
In de Nederlandse openbare lichamen Bonaire, Sint Eustatius en Saba zijn het Nederlands, het Papiaments (op Bonaire) en het Engels (op Sint Eustatius en Saba) gelijkwaardige bestuurstalen. In de Invoeringswet openbare lichamen Bonaire, Sint Eustatius en Saba is de taal in het bestuurlijk verkeer op een vergelijkbare wijze geregeld als in de Wet gebruik Friese taal voor de Friese taal in Friesland. In de Wet openbare lichamen Bonaire, Sint Eustatius en Saba is geregeld dat leden van het bestuurscollege en de eilandsraad ook in het Papiaments of Engels de eed of belofte kunnen afleggen. Bij het Gerecht in Eerste Aanleg en bij het Gemeenschappelijk Hof van Justitie kan ook het Papiaments of Engels gebruikt worden. Aktes van de burgerlijke stand van de drie openbare lichamen worden alleen opgemaakt in de Nederlandse taal.
Op nationaal niveau worden het Papiaments en Engels niet erkend. De eed of belofte voor ministers, staatssecretarissen en leden van de Staten-Generaal mag daarom alleen in het Nederlands of Fries worden afgelegd.

## Zwitserland
- Bij enkele Zwitserse kantons loopt de taalgrens niet samen met de kantongrens. De kantons Bern, Fribourg/Freiburg en Valais/Wallis zijn tweetalig, dat wil zeggen dat de gemeenten óf Duits- óf Franstalig zijn. Graubünden/Grisons is zelfs drietalig, dat wil zeggen dat een aantal gemeenten tweetalig Duits en Raetoromaans, en enkele Italiaanstalig zijn, maar de meerderheid Duitstalig is. Van Bern is na een lange tijd van taalstrijd in 1979 het nieuwe Franstalige kanton Jura afgesplitst; het resterende en overgrote deel van Bern is Duitstalig met enkele officieel tweetalige gemeenten, waaronder Biel/Bienne.
- De stad Biel/Bienne in het kanton Bern is officieel tweetalig: de overheid moet met de burgers naar hun wens zowel in het Duits als in het Frans communiceren.
- Andere steden, zoals Fribourg/Freiburg en Murten/Morat, zijn niet (meer) officieel tweetalig. Na een lange historische periode van tweetaligheid is de eerste stad Frans, de tweede Duits van taal geworden. Echter in de praktijk wordt door veel bewoners nog steeds de niet officiële taal gebruikt.

In de 18de en 19de eeuw zorgde immigratie in Franstalige gemeenten, vooral in de Jura, vanuit Bern, ervoor dat de tweetaligheid sterk toenam. Maatregelen die werden getroffen om de Franstaligheid te waarborgen kregen in de loop van de 20ste eeuw succes want de tweetaligheid is afgenomen en langs de Frans-Duitse taalgrens is een aanzienlijk aantal in feite tweetalige gemeenten eentalig Frans geworden. Ook het gebruik van het Raetoromaans is afgenomen, ten gunste van het Duits.

## Tweetaligheid elders
Veel landen kennen veel meer talen; veel van hun inwoners zijn twee- of drietalig: ze spreken de plaatselijke (officiële) taal en één of twee veel breder te gebruiken handelstalen.
Voorbeelden:
- India heeft op nationaal niveau twee officiële talen: Engels en Hindi. De klassieke taal Sanskriet en 20 andere talen genieten eveneens een zekere mate van nationale erkenning. De deelstaten kunnen eigen officiële talen hebben, zoals Marathi in Maharashtra en Tamil in Tamil Nadu. Daarnaast zijn er talloze minderheidstalen.
- In Nigeria worden 510 lokale talen gesproken; handelstalen zoals Nigeriaans pidgin of Haussa zijn in grote delen van het land bruikbaar; de bovenlaag spreekt ook de officiële taal, Engels.
- De Democratische Republiek Congo telt zeker 200 lokale talen; de nationale talen (Lingala, Swahili, Kikongo en Tshiluba) zijn in grote delen van het land bruikbaar; de bovenlaag spreekt ook de officiële taal, Frans.